# Sniper Elite V2
Sniper Elite V2 je britská taktická střílečka od Rebellion Developments pro PC, PlayStation 3 a Xbox 360. Je to remake hry Sniper Elite od studia Rebellion z roku 2005. Hra se odehrává ve stejné době a umístění – v Bitvě o Berlín v dubnu 1945 – americká tajná služba Office of Strategic Services (OSS) vyslala agenta, který musí buď zabít, nebo zajmout vědce zapojené do německého V-2 raketového programu.
Remasterovaná verze pro Microsoft Windows, Nintendo Switch, PlayStation 4 a Xbox One vyšla 14. května 2019.

## Příběh
Hlavním hrdinou je Karl Fairburne, agent OSS, který byl nasazen do Berlína během posledních dnů druhé světové války v roce 1945. Příběh vznikl z operace Paperclip, v které byl plán náboru nacistických vědců do USA. Fairburne, který naráží jak na nacistické nepřátele tak i sovětské nepřátele, se při tom musí snažit zabít nebo zajmout vědce V-2 raketového programu. Od smrtelně zraněného vědce zjistí, že sověti se snaží použít nacistické rakety V2 s nervovým plynem na útok proti Londýnu. Karl raketu zastaví v poslední sekundě a ještě se mu podaří zlikvidovat posledního vědce odpovědného za výrobu plynu. Příběh končí monologem, kdy Karl konstatuje, že byl poslední voják v druhé světové válce, no první v studené válce. Odchází domů.

## Gameplay
Sniper Elite V2 je stealth střílečka z pohledu třetí osoby. Fairburne používá několik zbraní z éry 2. světové války, včetně odstřelovacích pušek, pistole Welrod s tlumičem hluku, samopalů, německých a sovětských granátů (a může využít i protipěchotní nástrahy). Jedním z hlavních rysů tohoto titulu je realistická balistika, zahrnující faktory, jako je pokles kulky gravitací, sílu větru a zadržení dechu při výstřelu. Odstřelování je z pohledu první osoby přes zaměřovací optiku, zatímco pohyb a využívání ostatních zbraní je z pohledu třetí osoby.
Hlavní rozdíl od prvního dílu je zavedení kontroverzní "X-Ray Kill Cam", která se aktivuje, pokud hráč vystřelí velmi přesný výstřel. Pohled pak následuje cestu kulky ve zpomaleném pohybu, u cíle se pohyb ještě více zpomalí, načež je anatomicky vyjádřeno jak kulka prochází tělem a způsobuje poškození orgánů a kostí. Inteligence nepřátel je velmi nízká.

## Módy
- Singleplayer – hra pro jednoho hráče
- Multiplayer – hra pro více hráčů[3]
- Survival – přežívaní před nájezdy vojáků
- Overwatch – hraní s jedním parťákem
- Deathmatch

## Vývoj
V roce 2011 Rebellion s vydavatelem 505 Games oznámila pokračování hry Sniper Elite. Na počátku bylo oznámení, že hra vyjde pouze na Xbox 360 a PlayStation 3, na reakce fanoušků Rebellion oznámila, že se hra chystá i na PC v krabicové a Steam verzi. Rebellion oznámila, že k předobjednávce bude vydána bonusová mise "Assassinate The Führer", kde hráč bude mít možnost zabít Adolfa Hitlera.

## Obtížnost
Ta se liší hlavně podle přesnosti zásahů atd.
- Lehká – kulka se nevykloní z dráhy
- Střední – na přesný zásah je potřeba zadržet dech, kulka po delším letu klesá
- Těžká – vliv hraje okolní vítr a pohyb

## Skillshoty
Hra nabízí spoustu skillshotů, nejoblíbenější jsou tyto:
- Dentista - Vystřelení zubů protivníka
- Domino - Zabití více protivníků jednou kulkou
- Koulovaná - Čistý odstřel varlat soupeře

## Zbraně
Mimo samopal a pistoli Welrod s tlumičem budou ve hře ještě:
- MG 42
- Springfield M1903
- Gewehr 43
- Mosin-Nagant 1891/30

DLC Assassinate The Führer přidá další dvě zbraně. Mimo to můžete používat i granáty a miny.